# Apócope en castellano
La apócope es un fenómeno presente en la evolución diacrónica de la lengua castellana o española. En la presencia de la apócope en castellano suelen distinguirse dos tipos de apócope:
- La apócope usual: Se documenta desde la época de orígenes y ha permanecido estable en la evolución del castellano. Consiste en la pérdida de la vocal final latina ante una serie de consonantes coronales (-r -s -l -n -d -ç/-z). Ejemplos de apócope usual son MARE > mar, PANE > pan, VENIRE > venir. Nótese que el apócope usual se da con consonte /ɾ/ (vibrante simple) pero nunca con /r/ (vibrante múltiple) TURRE > torre (no *tor).

- La apócope extrema: Se trata de un fenómeno pasajero en la historia del castellano, que se documentó en una determinada época, entre finales del siglo XII y mediados del siglo XIII. Consiste en la pérdida de la vocal final ante consonantes distintas de las de la apócope usual. Ejemplo de apócope extrema son NOCTE > noche > noch, NOVE > nueve > nuef, INFANTE > infante > infant. Con posterioridad a este periodo, se observa en los textos una recuperación de esas vocales finales que se habían perdido como consecuencia de la apócope extrema. En los textos alfonsíes, que son el grueso de los textos conservados en castellano de aquella época, se observa que la apócope extrema desaparece alrededor del año 1276. No hay acuerdo entre los estudiosos acerca de si la apócope extrema fue un fenómeno real en la lengua hablada o se limitó tan solo a la lengua escrita.[1]

## Explicaciones de la apócope extrema
La explicación del fenómeno llamado apócope extrema ha sido causa de polémica entre distintos filólogos del español. Las dos principales posturas enfrentadas han sido defendidas por Rafael Lapesa y Diego Catalán.

### La apócope extrema según Rafael Lapesa
Rafael Lapesa defendió que el fenómeno de la apócope extrema debe explicarse a partir de la influencia sobre la norma del castellano de gentes procedentes de Ultrapuertos —es decir, del otro lado de los Pirineos, hablantes de occitano, francés, etc. La influencia de estas lenguas habría favorecido la tendencia a la apócope del castellano, extendiéndola a contextos fónicos donde antes no se había dado. En opinión de Lapesa, el fenómeno de la apócope extrema hay que situarlo en el contexto de una contienda entre normas o modelos de lengua: el de la llamada «koiné castellana» o «castellano drecho», que seguiría las tendencias más propias y características del castellano que lo diferenciaban del resto de lenguas romances de su entorno, y el llamado «castellano koiné», que acercaba las soluciones castellanas a las de los romances vecinos. La apócope extrema sería una característica del «castellano koiné», favorecida por la presencia en Castilla de personas procedentes de Francia (mercaderes, peregrinos de camino a Santiago, etc.), que finalmente el rey Alfonso X habría decidido eliminar.

### La apócope extrema según Diego Catalán
Diego Catalán se decanta por una explicación interna del fenómeno, es decir, no debida a causas extralingüísticas sino puramente lingüísticas. Según Catalán, en el castellano medieval convivieron dos tendencias evolutivas en cierta manera contradictorias: la tendencia del castellano a la apócope y la síncopa, de un lado y, del otro, la tendencia a la sílaba abierta, es decir, a la sílaba acabada en vocal. Son contradictorias porque el hecho de perderse vocales del final de la palabra provoca que muchas palabras acaben en consonante. Para Catalán, lo que sucedió es que en los siglos XII y principios del XIII la tendencia a la apócope se agudizó, hasta el extremo de aparecer finales de palabra con varias consonantes seguidas, como part, infant, adelant, finales que resultaban extraños al castellano y que suponían una cierta dificultad articulatoria. Finalmente esta tensión interna del sistema lingüístico se habría resuelto en favor de la tendencia a la sílaba abierta, recuperándose las vocales finales y quedando consolidada únicamente la llamada apócope usual.